# Federazione di softball di Jersey
La Federazione di Jersey di softball (eng. Jersey Softball Association) è un'organizzazione fondata nel 1993 per governare la pratica del softball a Jersey.
Organizza il campionato di softball di Jersey, e pone sotto la propria egida la nazionale di softball femminile.